# Li Pchej-jao
Li Pchej-jao (čínsky pchin-jinem Lǐ Pèiyáo, znaky zjednodušené 李沛瑶; 1. června 1933 — 2. února 1996) byl čínský politik, předseda ústředního výboru Revolučního výboru čínského Kuomintangu (1992–1993), jedné z menších politických stran Čínské lidové republiky, a místopředseda stálého výboru Všečínského shromáždění lidových zástupců (1993–1996). Byl synem Li Ťi-šena, nekomunistického politika Čínské lidové republiky. Tři desetiletí pracoval jako letecký inženýr v Nančchangské letecké výrobní společnosti. Roku 1986 vstoupil do politiky, zprvu působil v provincii Ťiang-si, od roku 1988 na celostátní úrovni v Čínském lidovém politickém poradním shromáždění, jako místopředseda Všečínské federace odborů (1988–1993), místopředseda ústředního výboru Revolučního výboru čínského Kuomintangu (1988–1992) a náměstek ministra práce (1989–1993).

## Život
Li Pchej-jao se narodil 1. června 1933 v Hongkongu. Jeho otcem byl kuomintangský generál a politik Li Ťi-šen, později v Čínské lidové republice předseda ústředního výboru Revolučního výboru čínského Kuomintangu, jedné z menších politických stran a místopředseda ústřední lidové vlády, celostátního výboru Čínského lidového politického poradního shromáždění a stálého výboru Všečínského shromáždění lidových zástupců.
Li Pchej-jao v letech 1952–1957 vystudoval letecké inženýrství na Pekingském leteckém institutu. Potom jeden rok vyučoval na letecké škole v Nan-čchangu v provincii Ťiang-si a od roku 1958 pracoval v Nančchangské letecké výrobní společnosti. Ve společnosti začínal jako technik, vypracoval se až na hlavního inženýra, pracoval v ní do roku 1987. V polovině 80. let vstoupil do politiky, když roku 1986 vstoupil do Revolučního výboru čínského Kuomintangu a stal se místopředsedou jeho ťiangsijské provinční organizace. Od roku 1987 působil v celostátním výboru Čínského lidového politického poradního shromáždění, od března 1988 jako člen jeho stálého výboru. V říjnu téhož roku byl zvolen místopředsedou Všečínské federace odborů (do října 1993) a o měsíc později i místopředsedou ústředního výboru Revolučního výboru čínského Kuomintangu. V březnu 1989 byl jmenován náměstkem ministra práce, ve funkci se soustředil na posílení ochrany pracujících, podílel se na přijetí prvního zákoníku práce Čínské lidové republiky.
V prosinci 1992 byl zvolen předsedou ústředního výboru Revolučního výboru čínského Kuomintangu a v březnu 1993 přešel z lidového politického poradního shromáždění do Všečínského shromáždění lidových zástupců, v němž byl zvolen poslancem a místopředsedou stálého výboru.
Dne 2. února 1996 byl ve svém bytě zabit policistou, který sloužil v jednotce ochraňující vysoké představitele státu; dotyčného policistu přistihl ve svém bytě při loupeži.